# 卡薩維安卡 (托利馬省)
卡薩維安卡是哥倫比亞的城鎮，位於該國中西部，由托利馬省負責管轄，始建於1866年，面積264平方公里，海拔高度1,923米，2005年人口6,793，人口密度每平方公里25.73人。
5°05′N 75°07′W / 5.083°N 75.117°W